# Галфвег
Галфвег (нід. Halfweg, нід. вимова: [ˈɦɑl(ə)fʋɛx]) — село в нідерландській провінції Північна Голландія. Входить до муніципалітету Гарлеммермер.
Його площа становить 7,90 км², а населення станом на 2021 рік складало 2 615 осіб.

## Галерея

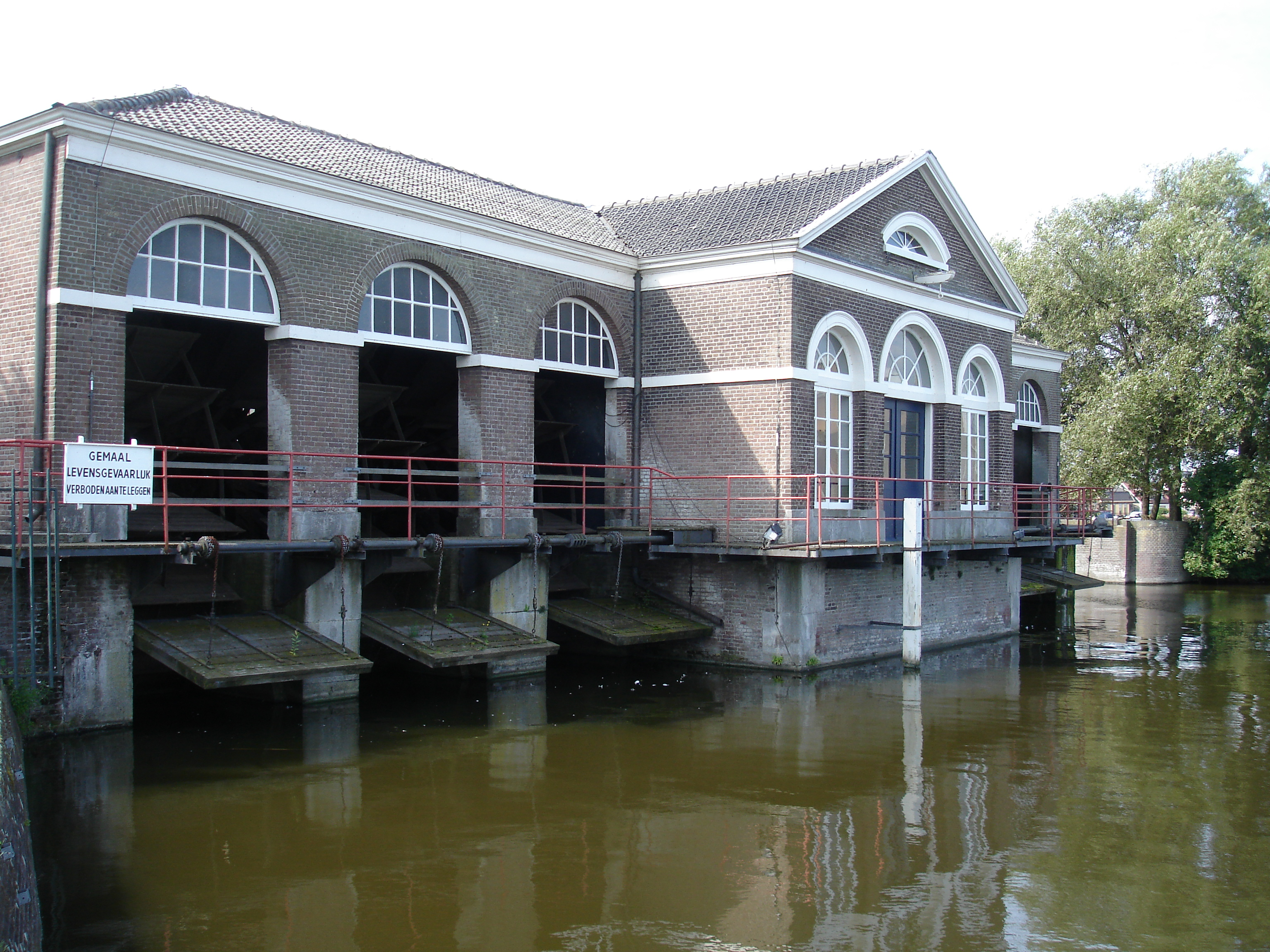
Музей Галфвега
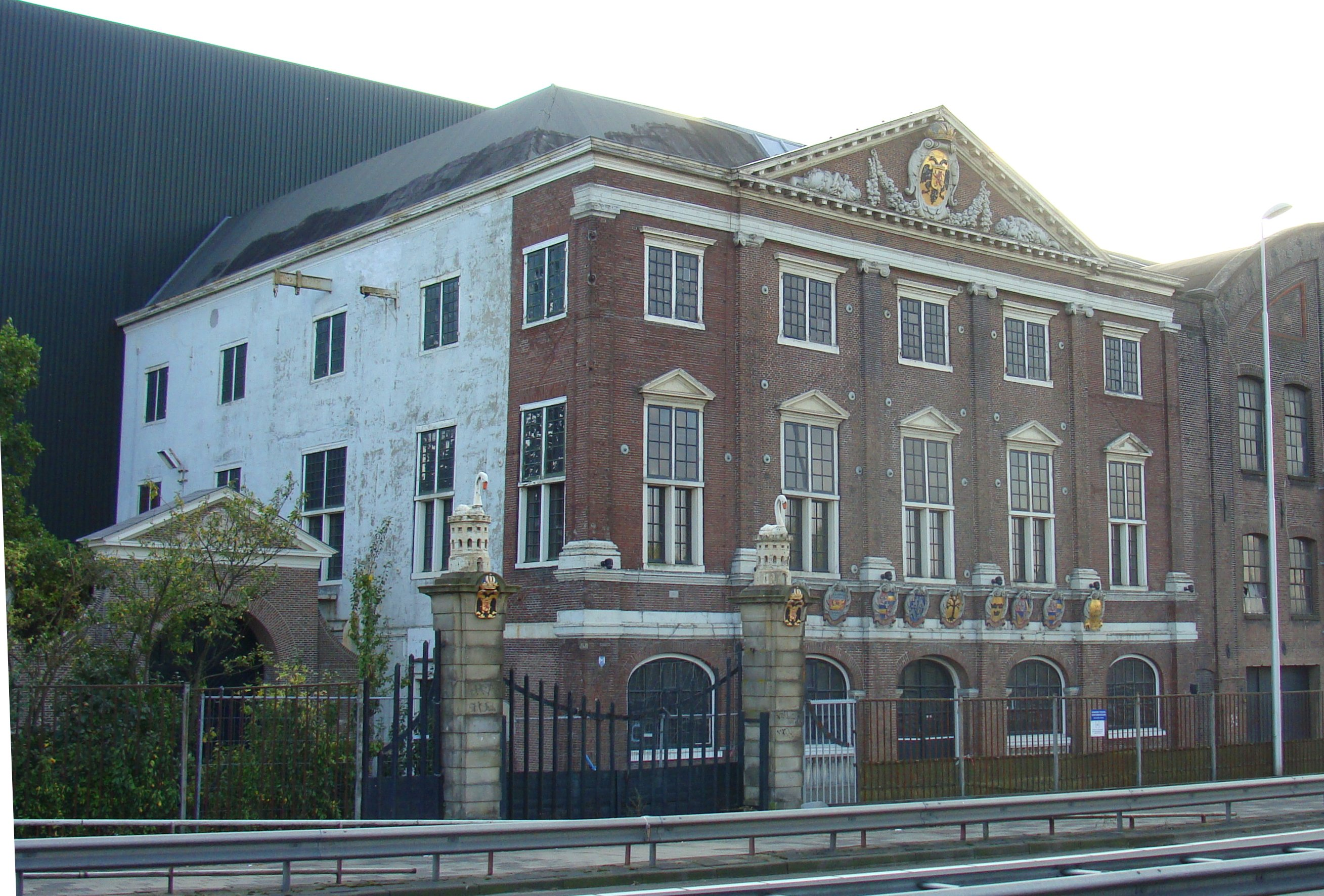
Адміністративна будівля
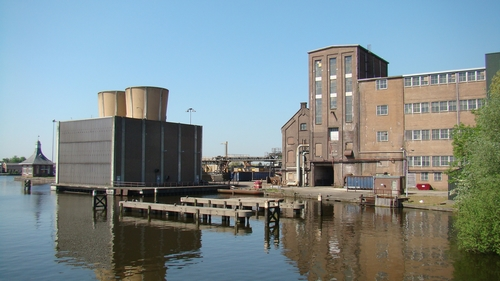
Будівля колишньої цукрової фабрики
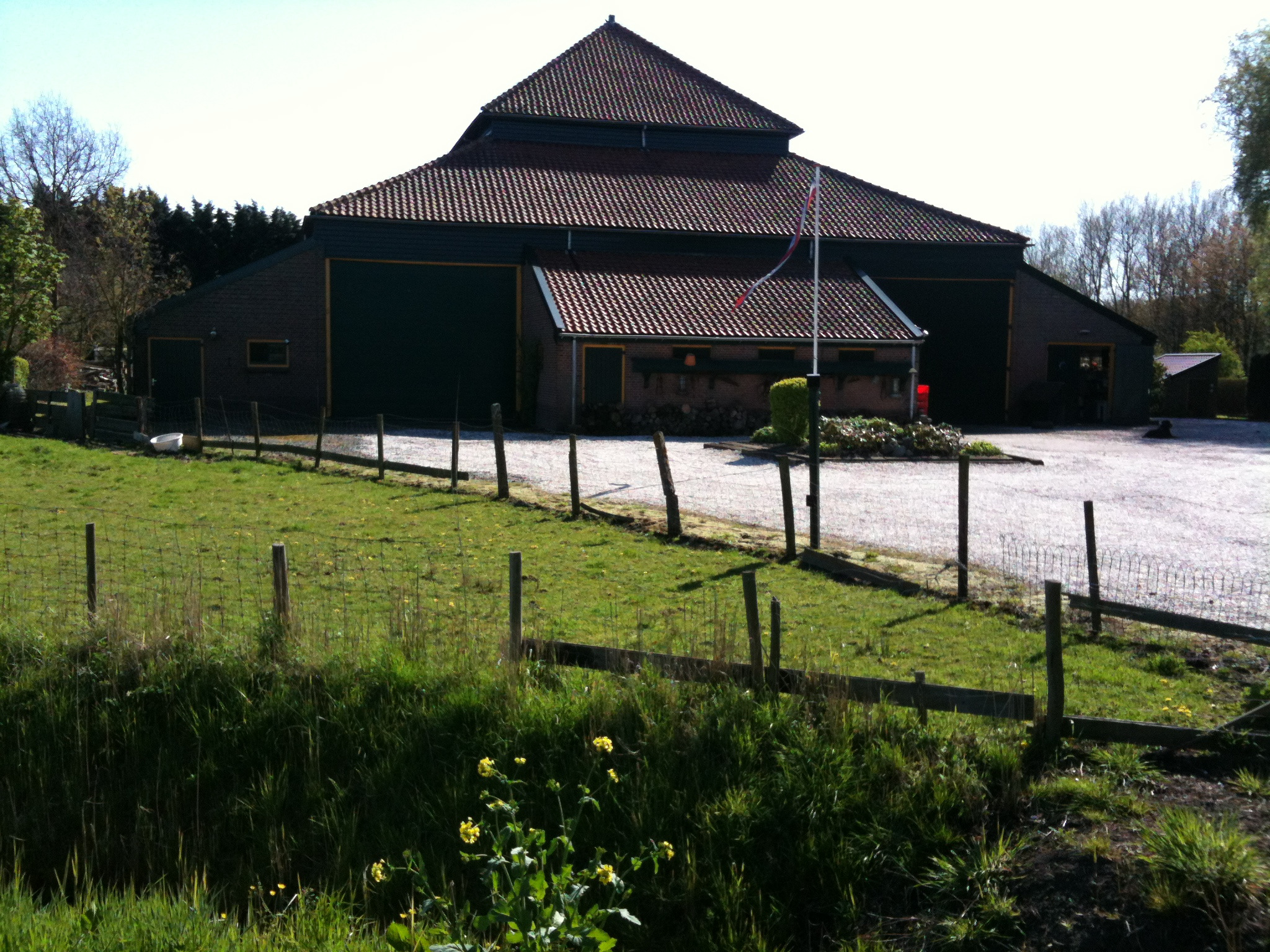
Ферма